# Staun
Staun (eller Stavn) er en landsby i det nordlige Himmerland med 88 indbyggere (2008), beliggende 19 km øst for Løgstør, 14 km vest for Nibe og 35 km vest for Aalborg. Landsbyen hører til Aalborg Kommune og ligger i Region Nordjylland.
Staun hører til Farstrup Sogn. Farstrup Kirke ligger i Farstrup 4 kilometer sydvest for Staun. Landsbyen har et vandværk og en borgerforening. Den tidligere skole bærer årstallet 1905. Det gamle forsamlingshus er nu beboelse, og der har været frysehus i landsbyen.

## Landingspladsen
Staun ligger 400 meter fra Limfjorden. Her har fra gammel tid været landingsplads og fiskerleje, og der er stadig et bådelaug. Inden Finanskrisen arbejdede en projektgruppe på at få anlagt en marina ud for landingspladsen, men det er foreløbig ikke blevet til noget. Vandrere, kajakroere og cyklister tilbydes natophold i kommunale hytter tæt på fjorden.
Waar Hovedgård, der ligger 3 kilometer mod vest og er opført i slutningen af 1500-tallet, drev en indbringende færgefart mellem Staun og Attrup i Han Herred. Uden for gårdens mure findes stadig den rejselade, hvor de rejsende kunne overnatte, mens de ventede på færgen.

## Virksomheder
Firmaet ecoBETA A/S (tidligere Lykkebo miljø & design), der producerer 2-skyls teknologi til eftermontering i wc-cisterner samt vandreducerende vandhaneindsatser og brusere, har sin administrations- og udviklingsafdeling i Staun.

## Forfattere
Jens Smærup Sørensen er født i Staun, hvor hans prisbelønnede roman Mærkedage fra 2007 udspiller sig. Knud Erik Pedersen har boet i Staun siden 1975.